# Дюмон, Альфред (художник)

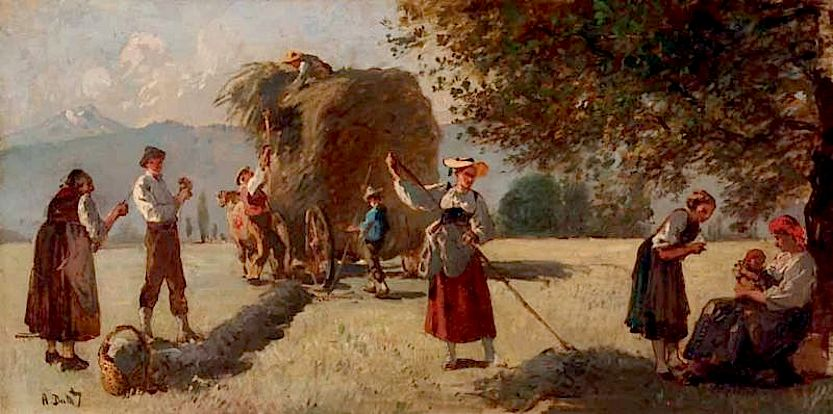
Картина Альфреда Дюмона «Женева, на сенокосе» (1867—1894)

Альфред Дюмон (также Август Пауль Эмиль Этьен Дюмон) (нем. August-Paul-Emile-Etienne Dumont, также фр. Alfred Du Mont; 13 июня 1828  Баульмес (Baulmes), кантон Во, Швейцария — 7 августа 1894, Женева) — швейцарский художник, специалист в области портретной и жанровой живописи, представитель дюссельдорфской художественной школы.

## Творческая биография
После обучения в Женеве у Жана Леонарда Люгардо (Jean-Léonard Lugardon) (1801—1884) Дюмон со своими друзьями Жаном Кунклером (Jean-Jules Adrien Kunkler) и Беньямином Вотье (Benjamin Vautier) отправились в Дюссельдорф. С 1852 по 1854 год Дюмон учился в Дюссельдорфской академии художеств у Карла Фердинанда Зона и Кристиана Кёлера (Christian Köhler). В 1853—1854 годах Дюмон являлся членом дюссельдорфского союза художников Малькастен (Malkasten). Затем он на довольно длительное время задерживался в ателье Шарля Глейра в Париже. После этого Дюмон совершил несколько путешествий, в том числе в 1892 году путешествие вокруг света, во время которого он тяжело заболел.
Начиная с 1867 года Дюмон принимал регулярное участие во французских и швейцарских художественных выставках. Его произведения экспонируются в пользующихся хорошей репутацией музеях Женевы, Базеля и Берна.